# گلیکول‌اوریل
گلیکولوریل(به انگلیسی: Glycoluril) یک ماده شیمیایی آلی است که از دو گروه اوره حلقوی تشکیل شده‌است که در یک زنجیره دو کربنه به هم متصل شده‌اند. این ماده به صورت پودر سفید است که در تصفیه آب، در رنگ‌ها و پوشش‌ها و گاهی اوقات به عنوان کود آهسته رهش استفاده می‌شود.

## تولید
گلیکول‌اوریل را می‌توان از واکنش دو اکی‌والان اوره با گلیوکسال سنتز کرد. به همین ترتیب، با استفاده از دیگر واکنش‌دهنده‌های کربونیل مجاور (یا کربونیل هیدرات)، مشتقاتی به دست می‌آید که گروه‌های عاملی مختلفی به جای اتم‌های هیدروژن روی زنجیره کربن دارند.